# Carol Gilligan
Carol Gilligan (1936 -) é uma filósofa e psicóloga feminista, professora de Educação da Universidade de Harvard.

## Percurso
Gilligan é amplamente conhecida por seu livro "In a Different Voice - Teoria Psicológica e Desenvolvimento da Mulher", publicado pela Harvard University Press, Cambridge, MA, 1982, que difere da interpretação dada por Lawrence Kohlberg de resultados em psicologia experimental sobre o curso e desenvolvimento diferencial moral de meninas e meninos.
Em 1997 tornou-se a primeira professora de estudos de género em Harvard, promovendo a ética do cuidado, em contraste com a ética da justiça. Gilligan argumenta que a ética da justiça, de que são representantes Hare, Rawls e Lawrence Kohlberg, negligencia dimensões importantes do cuidado e sentido de responsabilidade pessoal que caracterizam a ética feminina, uma ética em que as questões do contexto e circunstâncias particulares são encaradas como legitimamente envolvidas na formação de um juízo moral. O ponto de vista feminino autêntico vê os agentes morais como seres interdependentes, que respondem mais às necessidades dos outros e não tanto às exigências de regras abstractas. 